# 바이로이트 대관구
바이로이트 대관구(독일어: Gau Bayreuth) 또는 1942년 개칭 이전의 명칭인 바예리체 오스트마르크 대관구(독일어: Gau Bayerische Ostmark)는 1933년부터 1945년까지 있었던 나치 독일의 대관구이다. 이 대관구는 바이에른주의 니더바이에른 현, 오버팔츠 현, 오버프랑켄 현을 끼고 있었다. 1926년부터 1933년까지는 나치당의 지역당 세부 지휘구역 중 하나였다.

## 역사
원래 나치의 대관구(Gau) 조직은 1926년 5월 22일 나치당 회의에서 지역당 조직 구조 개선을 목적으로 창립한 구역이었다. 이후 1933년 나치가 독일의 권력을 장악하면서 독일의 주 단위 행정구역이 당의 대관구 행정구역으로 대체되었다.
각 대관구를 지휘하는 대관구지휘자는 점점 더 권력이 세지면서 제2차 세계 대전 이후에는 외부에서 거의 간섭을 받지 않았다. 지역 대관구지휘자는 정당 행정 뿐 아니라 정부 직책에도 관여하여 선전 감시 등 다양한 작전을 수행했으며, 1944년 9월 이후에는 국민돌격대 소집과 각 대관구 방어작전 역할도 맡았다.
1933년 처음 생긴 바예리체 오스트마르크 대관구는 한스 솀이 내부 권력다툼 끝에 니더바이에른, 오버팔츠, 오버프랑켄 3개 지역을 1개 대관구로 묶여 수립하였다. "바예리체 오스트마르크"라는 용어는 제1차 세계 대전 이후 새롭게 수립된 체코슬로바키아의 독일 지역 접경지대라는 뜻으로, 체코슬로바키아가 독일에게 적대적임을 암시하기 위해 사용하기 시작하면서 퍼진 말이었다. 역사적으로 Mark라는 용어는 독일 제국 내에서 적대국의 접경지대에 사용하던 말이였다. 이 대관구는 바이에른 지역의 대관구 중 유일하게 3개 이상의 현(Regierungsbezirk)을 통합하여 수립한 대관구이다.
한스 솀이 초대 대관구지휘자였으며, 1935년 비행기 사고로 사망하였다. 그의 관직을 이어받은 프리츠 베흐틀러는 지역 주민들에겐 그다지 지지가 없었다. 나치 독일이 체코슬로바키아를 합병하면서 보헤미아 일부가 바이로이트 대관구로 흡수되었다. 프라하티체(Prachatice), 클라토비(Klatovy) 지역이 대관구로 흡수된 지역이였다. 1938년부터는 대관구 내에 플로센뷔르크 강제 수용소 외에 기타 여러 하위수용소를 운용하여 홀로코스트 행위를 벌였다. 이후 바이로이트 지역이 접경지대에 속하지 않게 되면서 1942년 이후부터는 단순히 바이로이트 대관구로 이름이 바뀌었다. 베흐틀러는 1945년 4월 대관구 중심지인 바이로이트를 떠났고, 히틀러의 명령으로 처형당했다. 그를 이어서 루트비히 루크데셸이 대관구지휘자가 되었으며, 얼마 안있어 나치 독일이 항복하며 해체되었다.

## 대관구지휘자
바이로이트 대관구의 대관구지휘자는 다음과 같다.
- 한스 솀 - 1928년 9월-1935년 3월 5일
- 프리츠 베흐틀러 - 1935년 12월 5일-1945년 4월 19일
- 루트비히 루크데셸 - 1945년 4월 19일-5월

루트비히 루크데셸은 1933년 2월 1일부터 1941년 6월까지 대관구지휘자의 부지휘자이기도 하였다. 그는 한스 솀 대관구지휘자가 사망한 후부터 프리츠 베흐틀러가 임명될 때까지 임시로 권한대행을 맡았다. 베흐틀러가 1945년 패배주의에 사로잡혔다는 이유로 나치 친위대에게 처형당한 후 루크데셸이 대관구지휘자를 맡게 되었다.